# دهانه بیورهد
دهانه بیورهد (انگلیسی: Beaverhead crater) دهانه‌ای برخوردی در مرز دو ایالت آیداهو و مونتانا کشور ایالات متحده آمریکا است. این دهانه، با قطر برآورد شده‌ای به اندازهٔ ۶۰ کیلومتر (۳۷ مایل)، یکی از بزرگ‌ترین دهانه‌های برخوردی زمین است.